# Eurygaster amerinda
Eurygaster amerinda är en insektsart som beskrevs av Bliven 1956. Eurygaster amerinda ingår i släktet Eurygaster och familjen sköldskinnbaggar. Inga underarter finns listade i Catalogue of Life.